# Eucelatoria australis
Eucelatoria australis là một loài ruồi trong họ Tachinidae.